# Louis Salvador Palange
Louis Salvador Palange (Oakland, 17 december 1917 – Burbank, 8 juni 1979) was een Amerikaans componist, muziekpedagoog, dirigent, klarinettist en saxofonist.

## Levensloop
Palange studeerde muziektheorie, compositie, orkestdirectie, klarinet en saxofoon aan het Mills College in Oakland (Californië ). In 1936 werd hij tweede dirigent, componist en arrangeur van de County Band in Los Angeles en leefde in de zogenaamde Bay Area. Aldaar studeerde hij privé compositie bij Wesley La Violette. In deze tijd was hij werkzaam als componist en arrangeur voor de United Artists Films en voor het "Werner Janssen Symphony Orchestra". Tijdens de Tweede Wereldoorlog was hij klarinettist en saxofonist in de militaire muziekkapel van de "United States Navy Band". 
Na de oorlog werkte hij als componist en arrangeur voor de filmindustrie in Hollywood en was dirigent van diverse orkesten in Los Angeles en in de regio. Hij dirigeerde onder anderen "The Los Angeles Municipal Band", "Walter Matthew’s Marching Band", het "Downey Symphony Orchestra", het "South Bay Orchestra", het "Beach Cities Symphony Orchestra", het "Hollywood-Wilshire Symphony Orchestra" en het "Robert Selland Chorale". Samen met zijn broer richtte hij ook een dansorkestje op, waarmee zij veel in de Polka Palace in zuidwest Los Angeles speelden. 
Palange was bestuurslid van "The American Society of Music Arrangers" (ASMA) in Beverly Hills. 
Naast filmmuziek schreef hij als componist verschillende werken voor harmonieorkest.

## Composities

### Werken voor harmonieorkest
- 1950 Hollywood Panorama, symfonisch gedicht
- 1950 Symphony in Steel, voor piano en harmonieorkest
- 1955 A Pair from the "Poker Deck Ballet"
- 1955 Campus Bells, ouverture
- 1955 Sunset Strip Polka
- 1956 Driftwood
- 1956 Intrigue
- 1959 Queen of hearts
- Beginning the Time, suite
- Brass Woodwind Clique
- The Southern four, voor dixieland combo (klarinet, tenorsaxofoon, trompet en trombone) en harmonieorkest

### Filmmuziek
- 1953 Born to the Saddle
- 1955 King Dinosaur
- 1956 Dark Venture
- 1957 The Delinquents